# Hesperantha radiata
Hesperantha radiata är en irisväxtart som först beskrevs av Nikolaus Joseph von Jacquin, och fick sitt nu gällande namn av Ker Gawl. Hesperantha radiata ingår i släktet Hesperantha och familjen irisväxter. Inga underarter finns listade i Catalogue of Life.